# Бодня Василь Григорович
Бо́дня Васи́ль Григо́рович (нар. 10 серпня 1923 — 10 вересня 1992)  — помічник командира стрілецького взводу 136-го гвардійського стрілецького полку 42-ї гвардійської стрілецької дивізії, гвардії сержант, Герой Радянського Союзу (1945).

## Біографія
Народився 10 серпня 1923 року у селі Луканівка Кривоозерського району Миколаївської області. Українець. Після закінчення школи працював у місцевому колгоспі.
В 1943 році потрапив до лав Червоної армії. Воював у складі Степового, Першого та Другого Українських фронтів.
Особливо відзначився під час форсування річки Одер. Вночі 22 січня 1945 року В. Г. Бодня очолив першу групу десанту, яка по тонкій кризі переправилась на західний беріг, захопила плацдарм і зайняла оборону. Прикриваючи переправу основних сил полку, група Бодні відбила кілька атак німців і перейшла в контратаку, при цьому розширивши і поглибивши плацдарм.
Указом Президії Верховної Ради СРСР від 27 червня 1945 року помічнику командира стрілецького взводу 42-ї гвардійської стрілецької дивізії сержанту В. Г. Бодні було присвоєне звання Героя Радянського союзу.
Після демобілізації оселився у селі Сировому Врадіївського району Миколаївської області, де працював слюсарем у місцевому колгоспі.

## Нагороди
- Медаль Золота Зірка Героя Радянського Союзу
- Орден Леніна
- Орден Вітчизняної війни 1 ступеня
- Орден Червоної Зірки
- медалі